# Taliesin

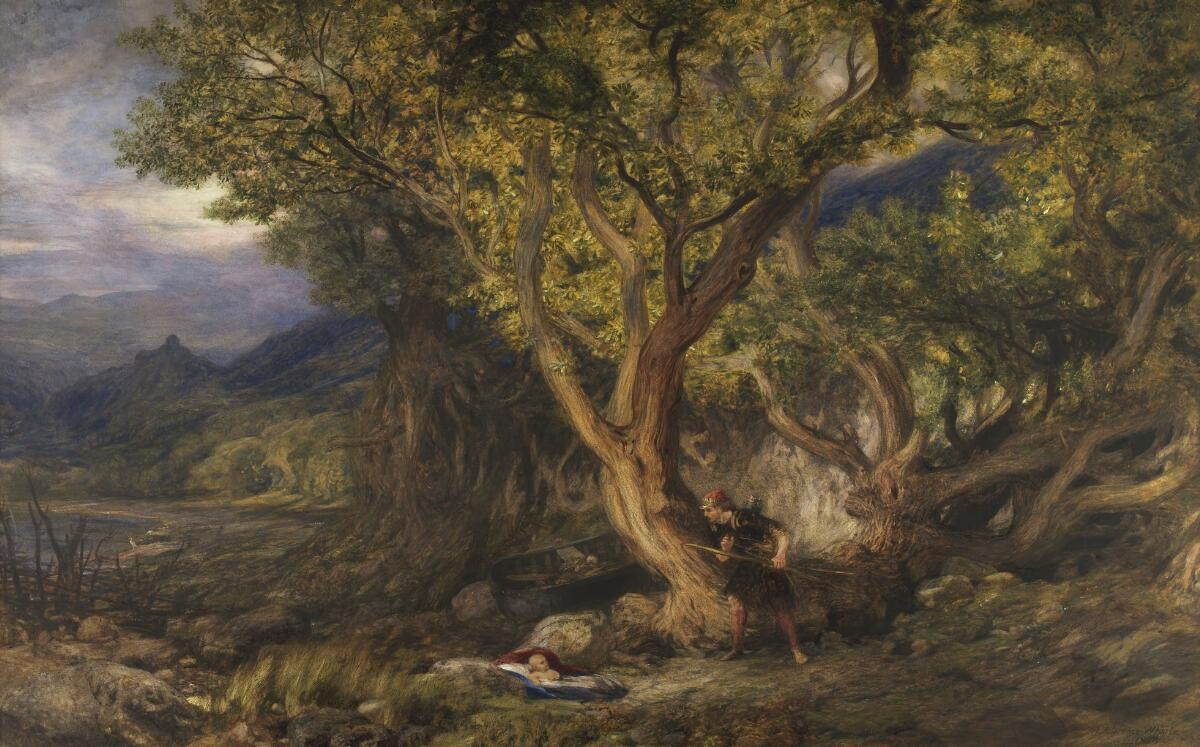
Taliesin

Taliesin, född cirka 534 och död cirka 599, var en walesisk bard vars dikter finns bevarade i diktsamlingen i det walesiska manuskriptet Llyfr Taliesin eller The book of Taliesin, Taliesins bok. Han omnämns i litteraturhistoriska sammanhang och hans dikter är kända och uppskattade av litteraturintresserade.
Han var en berömd bard på sin tid som tros ha tjänat minst tre brittiska kungar under sin livstid, Brochfael Ysgithrog of Powys, Cynan Garwyn, och Urien of Rheged och hans son Owain mab Urien. Några av händelserna, som till exempel kriget vid Arfderydd år 583, som en del dikter handlar om är historiskt dokumenterade. Han kallades för Taliesin Ben Beirdd, Taliesin Bardernas Bard. Han omnämns som en av de fem mest berömda brittiska poeterna, i Historia Britorum skriven år 833, tillsammans med Talhaearn Tad Awen, Aneirin, Blwchbardd och Cian Gwenith Gwawd. Tennyson skrev om Taliesin i Idylls of the King. Hans grav anges traditionellt till gravhögen Bedd Taliesin i Ceredigion vid byn Tre-Taliesin. Byn och gravhögen namngavs efter barden på 1800-talet.

## Legender
Senare har hans figur blivit till legend inom den brittiska, keltiska mytologin som en vis och mäktig trollkarl. Taliesin är en av förebilderna för många av trollkarlarna i den keltiska berättartraditionen. Han kan uttala profetior och trollformler. Det sägs att det var Taliesin som förutspådde att Britannien skulle falla i erövrarnas händer och som befriade Elffin ur dennes fängelsehåla.